# Barranc de la Plana (Farmicó)
El Barranc de la Plana, és un barranc del terme de Castell de Mur (antic terme de Mur).
Es forma a l'extrem nord-oest de lo Serrat, a llevant del Corral de la Plana, i baixa cap al sud-est fins que s'aboca en el barranc de la Censada al nord de la partida de Censada.